# 瓦利鎮區 (密蘇里州梅肯縣)
瓦利鎮區（英語：Valley Township）是位於美國密蘇里州梅肯縣的一個行政鎮區。

## 地方資料
瓦利鎮區的面積為94.01平方千米，當中陸地面積為92.99平方千米，而水域面積為1.02平方千米。根據2020年美國人口普查的數據，當地共有人口144人，而人口密度為每平方千米1.53人。